# Denny Landzaat
Denny Domingues Landzaat (Salasiwa) (Amsterdam, 6 mei 1976) is een Nederlands-Molukse voormalig voetballer en huidig voetbaltrainer die doorgaans als middenvelder speelde. Hij is momenteel de assistent-bondscoach van het Indonesisch voetbalelftal onder Patrick Kluivert.
Landzaat speelde 38 interlands voor het Nederlands voetbalelftal, waarvoor hij één keer scoorde.

## Clubcarrière
Landzaat begon met voetballen bij amateurclub SC Buitenveldert in Amsterdam. Op 8-jarige leeftijd haalde AFC Ajax hem weg bij de club. Hij speelde voor Ajax in alle jeugdelftallen. Op 5 oktober 1994 zat Landzaat voor het eerst op de bank bij het eerste team bij de wedstrijd om de KNVB beker thuis tegen FC Den Bosch (3-1) omdat het tweede tegelijk moest spelen in de beker en ook op 30 november 1994 bij de bekerwedstrijd bij N.E.C. (0-3) zat hij om die reden op de bank. Vanaf de voorbereiding van het seizoen 1995/96 zat hij vast bij de selectie. Op 19 maart 1996 debuteerde hij voor Ajax in de kwartfinale van de UEFA Champions League tegen Borussia Dortmund (1-0) als invaller na 88 minuten voor Jari Litmanen. Op 20 maart 1996 maakte Landzaat zijn Eredivisiedebuut in de uitwedstrijd bij Roda JC (2-0) als invaller na 77 minuten voor Sonny Silooy.
Medio 1996 vertrok hij naar MVV. Bij de club uit Maastricht speelde hij in 3 seizoenen alle wedstrijden. In zijn eerste seizoen bij MVV werd de Maastrichtse club meteen kampioen van de Eerste Divisie. In het seizoen '99/'00 vond Landzaat het nodig om het een stapje hogerop te proberen. Hij ging naar de Tilburgse club Willem II. Als speler van Willem II werd hij voor de eerste maal geselecteerd voor het 'grote' Oranje en speelde hij opnieuw in de Champions League. Zijn goede spel viel ook op in de bestuurskamers van Feyenoord en Ajax. Willem II hield echter vast aan de vraagprijs en maakte zijn transfer zo - althans volgens hem - "onmogelijk".
Zijn debuut voor het Nederlands elftal was op 2 juni 2001 uit tegen Estland. Die wedstrijd eindigde in een 4-2-overwinning voor Nederland. Zijn laatste seizoen bij Willem II ('03/'04) was een mindere. Maar in de winterstop van dat seizoen kocht AZ Landzaat over van Willem II. Bij de Alkmaarse club herleefde Landzaat. Hij haalde in het seizoen '04/'05 met de club zelfs de derde plaats in de Eredivisie en de halve finale in de UEFA Cup. Die halve finale ging verloren tegen Sporting Lissabon.
In juli 2006 tekende hij een contract voor drie jaar bij de Engelse club Wigan Athletic.
Sinds januari 2008 is Landzaat weer terug op Nederlandse velden. In de laatste week van die maand tekende hij een contract voor 2,5 jaar bij het Rotterdamse Feyenoord. In augustus 2010 tekende hij een eenjarig contract bij FC Twente. Gaandeweg het seizoen werd zijn contract met één jaar verlengd. Hoewel hij aan het begin van het seizoen voornamelijk als invaller fungeerde, stelde Preud'homme hem in de laatste wedstrijden steevast op. Zo ook in de finale van de KNVB beker, die door FC Twente werd gewonnen. In de laatste wedstrijd van het eredivisie-seizoen, tegen Ajax, speelde FC Twente een hele belangrijke wedstrijd. Als ze die wedstrijd wonnen of gelijk speelden, waren ze voor de 2e keer op rij kampioen van Nederland. Verloren ze van Ajax, dan waren de Amsterdammers kampioen. Ajax won met 3-1, door hulp van een eigen doelpunt van Denny Landzaat. In seizoen 2011/12 was Landzaat lange tijd uitgeschakeld door een blessure. Toch kwam de routinier in 29 officiële duels in actie. Hij scoorde daarin één doelpunt. In juni 2012 werd zijn contract nogmaals met een jaar verlengd. In het seizoen 2012-2013 speelde hij echter geen officiële wedstrijd. Hierna verliet hij de club.
Aan het begin van het seizoen 2013-2014 lukte het hem niet een club te vinden. In de winterstop sloot hij zich op amateurbasis aan bij Willem II. Mede door blessures kwam hij dat seizoen slechts tot 9 wedstrijden. Wel werd hij met de Tilburgse club kampioen van de eerste divisie. Op 29 mei 2014 beëindigde hij zijn actieve loopbaan, om een trainerscarrière te starten bij zijn voormalige club AZ.

## Interlandcarrière
Hij speelde in Nederlandse jeugdelftallen van onder 15 tot onder 21 en maakte deel uit van de selectie op het Europees kampioenschap voetbal onder 18 - 1994 en het Wereldkampioenschap voetbal onder 20 - 1995.
Landzaat speelde 38 interlands voor het Nederlands voetbalelftal, waarin hij eenmaal wist te scoren. Hij debuteerde op 2 juni 2001 in de met 4–2 gewonnen WK-kwalificatiewedstrijd in en tegen Estland. Landzaat, die toentertijd voor Willem II speelde, viel na 60 minuten in voor Patrick Paauwe. Zijn enige doelpunt voor Oranje maakte hij in 2004 tegen Liechtenstein. Hij speelde met het Nederlands elftal op het WK 2006 in Duitsland, waar hij inviel tegen Servië en Montenegro. Landzaat zat in voorselectie voor het Europees kampioenschap voetbal 2008, maar viel, na de oefeninterland tegen Oekraïne op 24 mei 2008, af.

## Trainerscarrière
In het seizoen 2014-2015 is Landzaat specialistentrainer onder Marco van Basten bij het eerste elftal van AZ. Daarnaast wordt hij assistent-trainer bij het tweede elftal. Hij tekende een contract voor 3 jaar.
Per seizoen 2018/19 was Landzaat assistent-trainer van Feyenoord. Hij volgde hiermee Jan Wouters op, die na 3 jaar assistent van Giovanni van Bronckhorst te zijn geweest, moest vertrekken. Toen op 28 oktober Jaap Stam als trainer van Feyenoord opstapte, betekende dat ook dat Landzaat stopte als assistent.
Vanaf begin november 2019 was Landzaat samen met Piet Hamberg assistent-trainer bij Al-Ittihad onder Henk ten Cate. 3 maanden later op 11 februari 2020 werd bekendgemaakt dat Henk ten Cate en zijn assistenten hun ontslag hebben aangeboden vanwege het uitblijven van resultaten.
Vanaf het seizoen 2021-2022 was Landzaat aangesteld als assistent-trainer van Willem II, waar hij gaat samenwerken met hoofdtrainer Fred Grim. Landzaat fungeerde begin maart 2022 als interim-hoofdtrainer na het ontslag van Fred Grim. Na de aanstelling van Kevin Hofland als nieuwe trainer op 14 maart werd hij wederom assistent.
Begin april 2022 werd hij assistent van John van de Brom bij Al Taawoun. Hij volgde Van de Brom ook bij het Poolse Lech Poznań waar ze van 19 juni 2022 tot 17 december 2023 actief waren.

## Erelijst

### Als speler
| Competitie           |        |         |      |      |
| Competitie           | Aantal | Jaren   |      |      |
| Ajax                 | Ajax   | Ajax    | Ajax | Ajax |
| -------------------- | ------ | ------- | ---- | ---- |
| Eredivisie           | 1x     | 1995/96 |      |      |
| MVV                  |        |         |      |      |
| Eerste Divisie       | 1x     | 1996/97 |      |      |
| Willem II            |        |         |      |      |
| Eerste Divisie       | 1x     | 2013/14 |      |      |
| Feyenoord            |        |         |      |      |
| KNVB beker           | 1x     | 2007/08 |      |      |
| FC Twente            |        |         |      |      |
| KNVB beker           | 1x     | 2010/11 |      |      |
| Johan Cruijff Schaal | 1x     | 2011    |      |      |

### Als assistent-trainer
| Johan Cruijff Schaal | 1x | 2018 |

## Statistieken

### Clubwedstrijden als speler
| Seizoen         | Club            |                    | Competitie      | Competitie | Competitie | Beker | Beker | Continentaal | Continentaal | Overig | Overig | Totaal | Totaal |
| Seizoen         | Club            | Wed.               | Competitie      | Dlp.       | Wed.       | Dlp.  | Wed.  | Dlp.         | Wed.         | Dlp.   | Wed.   | Dlp.   |        |
| --------------- | --------------- | ------------------ | --------------- | ---------- | ---------- | ----- | ----- | ------------ | ------------ | ------ | ------ | ------ | ------ |
| 1994/95         | AFC Ajax        | Vlag van Nederland | Eredivisie      | 0          | 0          | 0     | 0     | 0            | 0            | 0      | 0      | 0      | 0      |
| 1995/96         | AFC Ajax        | Vlag van Nederland | Eredivisie      | 1          | 0          | 0     | 0     | 1            | 0            | 0      | 0      | 2      | 0      |
| Club totaal     | Club totaal     | Club totaal        | Club totaal     | 1          | 0          | 0     | 0     | 1            | 0            | 0      | 0      | 2      | 0      |
| 1996/97         | MVV             | Vlag van Nederland | Eerste divisie  | 34         | 2          | 0     | 0     | -            | -            | -      | -      | 34     | 2      |
| 1997/98         | MVV             | Vlag van Nederland | Eredivisie      | 34         | 4          | 1     | 0     | -            | -            | -      | -      | 35     | 4      |
| 1998/99         | MVV             | Vlag van Nederland | Eredivisie      | 34         | 4          | 2     | 1     | -            | -            | -      | -      | 36     | 5      |
| Club totaal     | Club totaal     | Club totaal        | Club totaal     | 102        | 10         | 3     | 1     | 1            | 0            | 0      | 0      | 105    | 11     |
| 1999/00         | Willem II       | Vlag van Nederland | Eredivisie      | 25         | 3          | 1     | 1     | 3            | 0            | -      | -      | 29     | 4      |
| 2000/01         | Willem II       | Vlag van Nederland | Eredivisie      | 33         | 12         | 3     | 0     | -            | -            | -      | -      | 36     | 12     |
| 2001/02         | Willem II       | Vlag van Nederland | Eredivisie      | 34         | 16         | 3     | 2     | -            | -            | -      | -      | 37     | 18     |
| 2002/03         | Willem II       | Vlag van Nederland | Eredivisie      | 34         | 5          | 2     | 0     | 6            | 1            | -      | -      | 42     | 6      |
| 2003/04         | Willem II       | Vlag van Nederland | Eredivisie      | 13         | 2          | 3     | 2     | 2            | 1            | -      | -      | 18     | 5      |
| Club totaal     | Club totaal     | Club totaal        | Club totaal     | 139        | 38         | 12    | 5     | 11           | 2            | 0      | 0      | 162    | 45     |
| 2003/04         | AZ              | Vlag van Nederland | Eredivisie      | 17         | 3          | 0     | 0     | -            | -            | -      | -      | 17     | 3      |
| 2004/05         | AZ              | Vlag van Nederland | Eredivisie      | 33         | 10         | 1     | 1     | 13           | 4            | -      | -      | 47     | 15     |
| 2005/06         | AZ              | Vlag van Nederland | Eredivisie      | 29         | 9          | 3     | 2     | 8            | 1            | 2      | 0      | 42     | 12     |
| Club totaal     | Club totaal     | Club totaal        | Club totaal     | 79         | 22         | 4     | 3     | 21           | 5            | 2      | 0      | 106    | 30     |
| 2006/07         | Wigan Athletic  | Vlag van Engeland  | Premier League  | 33         | 2          | 1     | 0     | -            | -            | 1      | 0      | 35     | 2      |
| 2007/08         | Wigan Athletic  | Vlag van Engeland  | Premier League  | 19         | 3          | 0     | 0     | -            | -            | 0      | 0      | 19     | 3      |
| Club totaal     | Club totaal     | Club totaal        | Club totaal     | 52         | 5          | 1     | 0     | 0            | 0            | 1      | 0      | 54     | 5      |
| 2007/08         | Feyenoord       | Vlag van Nederland | Eredivisie      | 11         | 2          | 3     | 2     | -            | -            | -      | -      | 14     | 4      |
| 2008/09         | Feyenoord       | Vlag van Nederland | Eredivisie      | 7          | 1          | 0     | 0     | 0            | 0            | 3      | 0      | 10     | 1      |
| 2009/10         | Feyenoord       | Vlag van Nederland | Eredivisie      | 20         | 2          | 7     | 0     | -            | -            | -      | -      | 27     | 2      |
| Club totaal     | Club totaal     | Club totaal        | Club totaal     | 38         | 5          | 10    | 2     | 0            | 0            | 3      | 0      | 51     | 7      |
| 2010/11         | FC Twente       | Vlag van Nederland | Eredivisie      | 27         | 2          | 5     | 0     | 12           | 2            | -      | -      | 44     | 4      |
| 2011/12         | FC Twente       | Vlag van Nederland | Eredivisie      | 16         | 0          | 2     | 0     | 9            | 1            | 2      | 0      | 29     | 1      |
| 2012/13         | FC Twente       | Vlag van Nederland | Eredivisie      | 0          | 0          | 0     | 0     | 0            | 0            | -      | -      | 0      | 0      |
| Club totaal     | Club totaal     | Club totaal        | Club totaal     | 43         | 2          | 7     | 0     | 21           | 3            | 2      | 0      | 73     | 5      |
| 2013/14         | Willem II       | Vlag van Nederland | Eerste divisie  | 9          | 0          | 0     | 0     | 0            | 0            | -      | -      | 9      | 0      |
| Club totaal     | Club totaal     | Club totaal        | Club totaal     | 9          | 0          | 0     | 0     | 0            | 0            | 0      | 0      | 9      | 0      |
| Carrière totaal | Carrière totaal | Carrière totaal    | Carrière totaal | 463        | 82         | 37    | 11    | 54           | 10           | 8      | 0      | 561    | 103    |

Bijgewerkt op 29 mei 2014 10:57 (CEST)

### Interlands
| Seizoen         | Land            | Vriendschappelijk | Vriendschappelijk | Officieel | Officieel | Totaal | Totaal |
| Seizoen         | Land            | Wed.              | Dlp.              | Wed.      | Dlp.      | Wed.   | Dlp.   |
| --------------- | --------------- | ----------------- | ----------------- | --------- | --------- | ------ | ------ |
| 2000/01         | Nederland       | 0                 | 0                 | 1         | 0         | 1      | 0      |
| 2001/02         | Nederland       | 4                 | 0                 | 1         | 0         | 5      | 0      |
| 2002/03         | Nederland       | 0                 | 0                 | 0         | 0         | 0      | 0      |
| 2003/04         | Nederland       | 0                 | 0                 | 0         | 0         | 0      | 0      |
| 2004/05         | Nederland       | 2                 | 1                 | 7         | 0         | 9      | 1      |
| 2005/06         | Nederland       | 5                 | 0                 | 6         | 0         | 11     | 0      |
| 2006/07         | Nederland       | 5                 | 0                 | 5         | 0         | 10     | 0      |
| 2007/08         | Nederland       | 2                 | 0                 | 0         | 0         | 2      | 0      |
| Carrière totaal | Carrière totaal | 18                | 1                 | 20        | 0         | 38     | 1      |

## Privé
Landzaat is een zoon van een Nederlandse vader en een Molukse moeder. Zijn moeder kwam in 1951 op tweejarige leeftijd met de Fairsea naar Nederland.
In 2010 weigerde Landzaat een uitnodiging van de Indonesische president Susilo Bambang Yudhoyono. Hij wilde zich niet laten gebruiken voor publiciteit en protesteerde tegen de onderdrukking van de Molukken, waar activisten werden gevangengezet en gemarteld.